# 清水幸二
清水 幸二（しみず こうじ、1957年12月12日 - ）は、元四国放送（JRT）のアナウンサー。

## 来歴・人物
- 徳島県美馬市出身[1]。近畿大学法学部卒業[1]。1982年、四国放送に入社する[1]。
- 徳島ギター協会事務局長、徳島県音楽協会事務局長でありアマチュアミュージシャンとしても活動している。
- 日本ペンターニング協会会員としてペン製作活動もしている。
- 2018年3月をもって、定年を迎えた[2]。

## 担当番組
- テレビ
  - おはようとくしま
- ラジオ
  - パワフルトクシマどないしょん[1]
  - 青春キャンパス[1]
  - 清水幸二のザ・ミュージック